# Pniewo-Czeruchy (gromada)
Pniewo-Czeruchy – dawna gromada, czyli najmniejsza jednostka podziału terytorialnego Polskiej Rzeczypospolitej Ludowej w latach 1954–1972.
Gromady, z gromadzkimi radami narodowymi (GRN) jako organami władzy najniższego stopnia na wsi, funkcjonowały od reformy reorganizującej administrację wiejską przeprowadzonej jesienią 1954 do momentu ich zniesienia z dniem 1 stycznia 1973, tym samym wypierając organizację gminną w latach 1954–1972.
Gromadę Pniewo-Czeruchy z siedzibą GRN w Pniewie-Czeruchach utworzono – jako jedną z 8759 gromad na obszarze Polski – w powiecie ciechanowskim w woj. warszawskim, na mocy uchwały nr VI/10/1/54 WRN w Warszawie z dnia 5 października 1954. W skład jednostki weszły obszary dotychczasowych gromad Budy Bolewskie, Pawłowo, Pawłówko, Pniewo-Czeruchy, Pniewo Wielkie i Krośnice (z wyłączeniem kolonii Konopki-Piaski) oraz wieś Lekówiec z dotychczasowej gromady Lekówiec ze zniesionej gminy Regimin w tymże powiecie. Dla gromady ustalono 12 członków gromadzkiej rady narodowej.
Gromadę zniesiono 31 grudnia 1959, a jej obszar włączono do gromady Regimin w tymże powiecie.